# Andrena curtivalvis
Andrena curtivalvis är en biart som beskrevs av Morice 1899. Andrena curtivalvis ingår i släktet sandbin, och familjen grävbin. Inga underarter finns listade i Catalogue of Life.